# Аснар I Галіндес
Аснар I Галіндес (араг. Aznar I Galíndez; д/н — 839) — 2-й арагонський граф (809—820), граф Серданьї і Урхелю (820—839).

## Біографія
Походив з роду Галіндсе. Син Галіндо Гарсеса, правителя Сіртанії. 809 року після загибелі графа Авреоло призначається до графства Хака. Втім фактично до вигнання маврів з цих земель у 811 і 812 роках не мав влади. Тому призначений також графом Конфлану. До 814 року вів успішні війни в долині річки Арагон.
Водночас, намагаючись зміцнити своє становище, породичався з впливовим родом Веласкотенес. Втім вже 816 року його зять Гарсія вбив старшого Центюля, сина Аснара I. Останній наказав запроторити вбивцю до замку. У 820 році Гарсії вдалося втекти з-під варти і знайти притулок у Ініго I, дукса Памплони, де він отримав допомогу проти графа Аснара I. Водночас проти останнього почали бойові дії представники роду Бану Касі, що за жіночою лінією були родичами Ініго I. Невдовзі Аснара I було повалено, він втік до Васконії. Трохи згодом призначається графом Серданьї і Урхелю.
У 822 році брав участь у великій військовій кампанії проти Кордовського емірату. У 824 році призначив сина Галіндо своїм співграфом, а сам поступово відійшов від управління. Помер 839 року.

## Родина
- Матрона (д/н — після 820), дружина Гарсії I, 3-го графа Арагону
- Центюль (д/н—816)
- Ейлона
- Галіндо (д/н—867), 5-й граф Арагону